# Oldřich Jehlička
Oldřich Jehlička (11. května 1933 – 23. dubna 2017) byl český soudce, předseda občanskoprávního kolegia Nejvyššího soudu.

## Život
Začínal jako soudce u krajských soudů v Žilině a Bánské Bystrici, v roce 1969 se vrátil do rodné Prahy a pracoval v legislativním odboru ministerstva spravedlnosti. Roku 1970 získal hodnost kandidáta věd na bratislavské právnické fakultě a o rok později se stal soudcem československého a po roce 1993 českého Nejvyššího soudu. Působil u něj až do konce roku 2009, přičemž od března 1990 byl předsedou občanskoprávního kolegia. Specializoval se na majetkoprávní a rodinněprávní soudní řízení a byl hlavním autorem komentářů k občanskému zákoníku. V porevoluční době výrazným způsobem formoval judikaturu v oblasti restitucí.